# Pseudasellodes thyreata
Pseudasellodes thyreata là một loài bướm đêm trong họ Geometridae.